# دهمین دوره جوایز اسکار

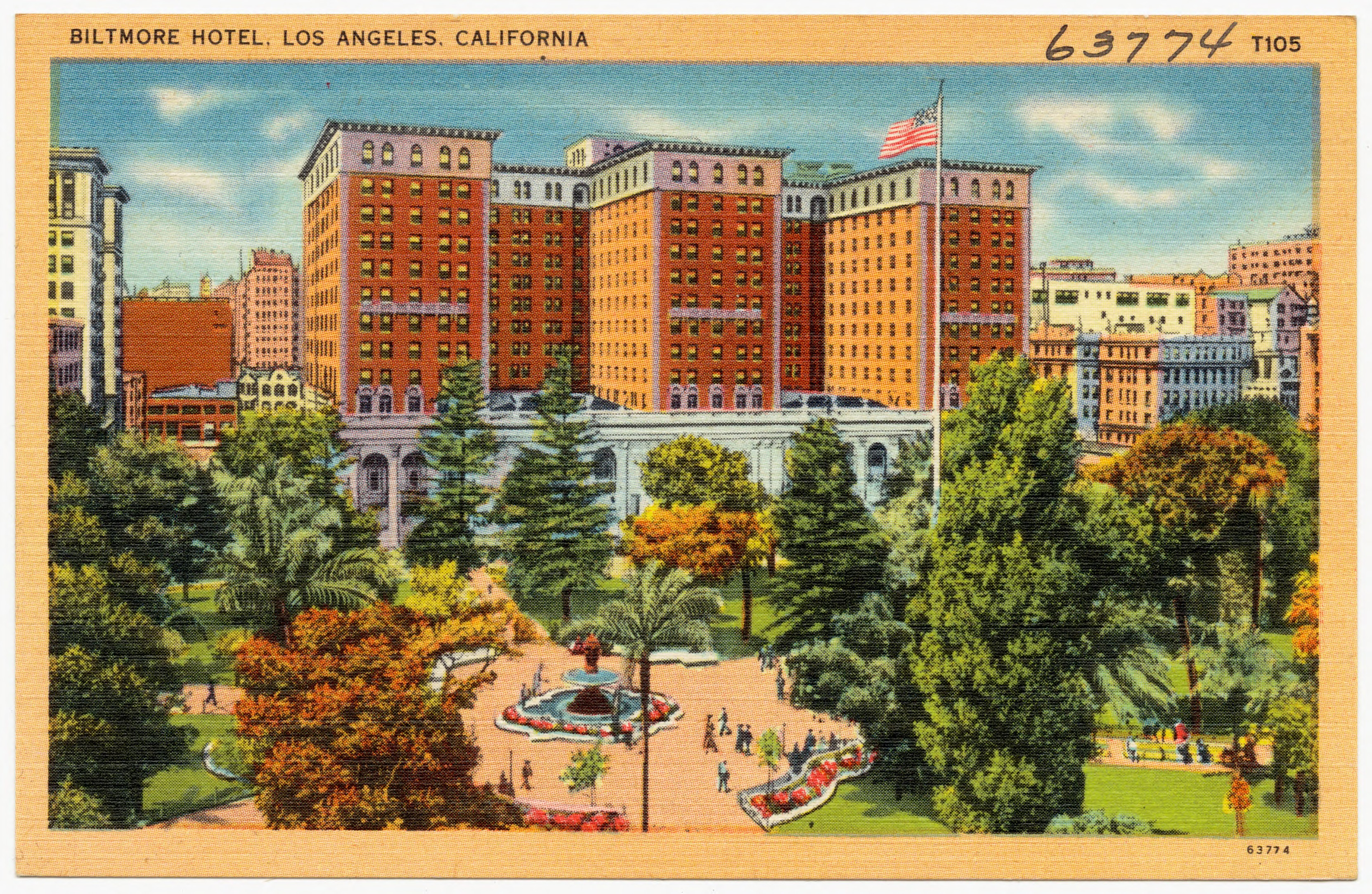
هتل بیلتمور کالیفرنیا لس آنجلس محل برگزاری دهمین جشنواره اسکار ۱۹۳۷ (تصویر هتل در حدود ۱۹۳۰ رسم شده است)

دهمین دوره مراسم اعطای جوایز اسکار (انگلیسی: 10th Academy Awards) در روز ۱۰ مارس ۱۹۳۸ در هتل میلنیوم بیلتمور لوس آنجلس برگزار شد. در این مراسم بهترین فیلم‌های سال ۱۹۳۷ جهان به انتخاب آکادمی علوم و هنرهای تصاویر متحرک جایزه گرفتند.
باب برنس مجری این مراسم بود.

## جوایز
| جایزه اسکار بهترین فیلم | جایزه اسکار بهترین کارگردانی |
| --- | --- |
| - زندگی امیل زولا - حقیقت تلخ - ناخداهای دلیر - بن‌بست - خاک خوب - در شیکاگوی قدیم - افق گمشده - یکصد مرد و یک دختر - در صحنه - ستاره‌ای متولد شده است | - لئو مک‌کری – حقیقت تلخ - ویلیام دیترله – زندگی امیل زولا - سیدنی فرانکلین (کارگردان) – خاک خوب - گرگوری لا کاوا – در صحنه - ویلیام ولمن – ستاره‌ای متولد شده است |
| جایزه اسکار بهترین بازیگر نقش اول مرد | جایزه اسکار بهترین بازیگر نقش اول زن |
| - اسپنسر تریسی – ناخداهای دلیر - شارل بوآیه – فتح - فردریک مارچ – ستاره‌ای متولد شده است - رابرت مونتگومری (بازیگر) – شب باید سقوط کند (فیلم ۱۹۳۷) - پل مونی – زندگی امیل زولا | - لوئیز راینر – خاک خوب - آیرین دان – حقیقت تلخ - گرتا گاربو – کمیل - جنت گینور – ستاره‌ای متولد شده است - باربارا استانویک – استلا دالاس |
| جایزه اسکار بهترین بازیگر نقش مکمل مرد | جایزه اسکار بهترین بازیگر نقش مکمل زن |
| - جوزف شیلدکات – زندگی امیل زولا - رالف بلامی – حقیقت تلخ - توماس میچل (بازیگر) – توفند - اچ. بی. وارنر – افق گمشده - رولاند یانگ – تاپر (فیلم) | - آلیس بردی – در شیکاگوی قدیم - آندرا لیدز – در صحنه - آن شرلی (بازیگر) – استلا دالاس - کلر تروور – بن‌بست - Dame می ویتی – شب باید سقوط کند (فیلم ۱۹۳۷) |
| Best Story | جایزه اسکار بهترین فیلم‌نامه اقتباسی |
| - ستاره‌ای متولد شده است – ویلیام ولمن و رابرت کارسون - در شیکاگوی قدیم – Niven Busch - زندگی امیل زولا – Heinz Herald and Geza Herczeg - یکصد مرد و یک دختر – هانس کرالی - Black Legion – رابرت لرد | - زندگی امیل زولا – Heinz Herald, Geza Herczeg, نورمن ریلی رین - در صحنه – موری ریسکند و آنتونی ویلر - ستاره‌ای متولد شده است – آلن کمپل (فیلم‌نامه‌نویس), رابرت کارسون (نویسنده) و دوروتی پارکر - حقیقت تلخ – وینا دلمار - ناخداهای دلیر – جان لی ماهین، مارک کانلی و دیل فناوری |
| جایزه اسکار بهترین فیلم کوتاه | جایزه اسکار بهترین فیلم کوتاه |
| - The Private Life of the Gannets – Skibo Productions and Educational - A Night at the Movies – مترو گلدوین مایر - Romance of Radium – پیت اسمیت و مترو گلدوین مایر | - Torture Money – مترو گلدوین مایر - Deep South – آر.ک.ئو - Should Wives Work? – آر.ک.ئو |
| جایزه اسکار بهترین فیلم کوتاه | جایزه اسکار بهترین پویانمایی کوتاه |
| - Penny Wisdom – پیت اسمیت و مترو گلدوین مایر - The Man Without a Country – وارنر برادرز - Popular Science J-7-1 – پارامونت پیکچرز | - آسیاب کهنه – شرکت والت دیزنی و آر.ک.ئو - Educated Fish – پارامونت پیکچرز - The Little Match Girl – چارلز مینتز و کلمبیا پیکچرز |
| جایزه اسکار بهترین موسیقی فیلم | جایزه اسکار بهترین ترانه |
| - یکصد مرد و یک دختر – یونیورسال استودیوز - افق گمشده – کلمبیا پیکچرز - توفند – ساموئل گلدوین پروداکشنز - Something to Sing About – Grand National Studio Music Department - به‌سوی غرب – هال روچ - Maytime – مترو گلدوین مایر - Souls at Sea – پارامونت پیکچرز - Make a Wish – Principal Productions - Portia on Trial – رپابلیک پیکچرز - Quality Street – آر.ک.ئو - The Prisoner of Zenda – Selznick International Pictures Music Department - در شیکاگوی قدیم – فاکس قرن بیستم - سفیدبرفی و هفت کوتوله – شرکت والت دیزنی - زندگی امیل زولا – وارنر برادرز | - "Sweet Leilani" from ازدواج به سبک وایکیکی – Music and Lyric by هری اونز - "Remember Me" from Mr. Dodd Takes the Air – Music by هری وارن; Lyric by ال دابین - "That Old Feeling" from Walter Wanger's Vogues of 1938 – Music by سمی فین; Lyric by Lew Brown - "They Can't Take That Away From Me" from Shall We Dance – Music by جرج گرشوین; Lyric by ایرا گرشوین - "Whispers in the Dark" from Artists and Models – Music by فردریک هالندر; Lyric by لئو رابین |
| جایزه اسکار بهترین طراحی صحنه | جایزه اسکار بهترین فیلمبرداری |
| - افق گمشده – Stephen Goosson - A Damsel in Distress – Carroll Clark - Wee Willie Winkie – William S. Darling و David S. Hall - بن‌بست – Richard Day - Souls at Sea – هانس درایر و رولند اندرسون - فتح – سدریک گیبنز و ویلیام ای هورنینگ - زندگی امیل زولا – Anton Grot - Every Day's a Holiday – Wiard Ihnen - Manhattan Merry-Go-Round – John Victor Mackay - You're a Sweetheart – Jack Otterson - Walter Wanger's Vogues of 1938 – Alexander Toluboff - The Prisoner of Zenda – Lyle Wheeler                                                             | - خاک خوب – کارل فروند - بن‌بست – گرگ تولند - Wings Over Honolulu – جوزف ولنتاین |
| Best Sound Recording | جایزه اسکار بهترین تدوین |
| - توفند – Thomas Moulton, یونایتد آرتیستس - افق گمشده – جان پی. لیوادری, کلمبیا پیکچرز - The Girl Said No – A. E. Kaye, Grand National Studio Sound Department - تاپر (فیلم) – Elmer A. Raguse, هال روچ - Maytime – Douglas Shearer, مترو گلدوین مایر - ولز فارگو – Loren L. Ryder, پارامونت پیکچرز - Hitting a New High – جان او. آلبرگ, آر.ک.ئو - در شیکاگوی قدیم – ادموند اچ هانسن، فاکس قرن بیستم - یکصد مرد و یک دختر – Homer G. Tasker, یونیورسال استودیوز - زندگی امیل زولا – نیتن لوینسون, وارنر برادرز                                             | - افق گمشده – جین هولیک و جین میلفورد - یکصد مرد و یک دختر – برنارد دابلیو. برتون - حقیقت تلخ – Al Clark - ناخداهای دلیر – المو ورون - خاک خوب – Basil Wrangell |
| Best Assistant Director | جایزه اسکار بهترین طراحی رقص |
| - در شیکاگوی قدیم – رابرت دی وب - افق گمشده – C. C. Coleman, Jr. - زندگی امیل زولا – Russ Saunders - ستاره‌ای متولد شده است – Eric G. Stacey - Souls at Sea – هل واکر | - A Damsel in Distress – هرمس پان - Varsity Show – بازبی برکلی - Ready, Willing and Able – Bobby Connolly - یک روز در مسابقه – دیو گولد - Ali Baba Goes to Town – Sammy Lee - ازدواج به سبک وایکیکی – LeRoy Prinz - Thin Ice – Harry Losee |